# 調布 (和菓子)
調布（ちょうふ）とは、カステラ生地で求肥を包んだ和菓子。

## 概要
長方形に焼いた通常よりも硬めのカステラで求肥を包んだ、シンプルな形状の和菓子。カステラの中央に「調布」と焼印を入れるのが一般的だが、文字の代わりに家紋などの印章を用いることもある。また、鮎に似せて整形・焼印を押した「若鮎」と呼ばれる銘菓も存在する。
名前は租庸調の調として納めた布を意味する「調布」に由来し、菓子の形状が「調布」に似ていたことから名付けられた。
発祥は岡山県。江戸時代末期に現在の倉敷市出身の和菓子職人・間野与平によって考案された。その後に与平は京都御所近くで菓子店を営んでいたが、禁門の変で焼け出されると岡山に戻り現在の岡山市東区に漆器等を扱う「金華堂」という店を開いた。金華堂はその後、調布の製法とともに1889年（明治22年）創業の翁軒に譲られた。
現在では翁軒をはじめ岡山県内数店舗の和菓子店で調布が販売されており、「吉備団子」「大手まんぢゅう」と並んで『岡山三大銘菓』、あるいは「つるの玉子」も加えて『岡山四大銘菓』とも呼ばれる。また、与平が菓子店を営んでいた経緯から京都府でも伝えられている。